# Лавровы
Лавровы — русские дворянские роды, столбового дворянства.
В Гербовник внесены два рода Лавровых:
1. Лавровы, жалованные поместьями в 1628 году (Герб Часть V. № 87).
2. Потомки Ивана Васильевича Лаврова, жалованного поместьями в 1636 году (Гер. Часть X. № 52)[1].

Древнейший из этих родов восходит к началу XV века и происходит от польского выходца Григория Ивановича Лаврова. Род  внесён в VI часть родословной книги Калужской, Орловской и Тульской губерний Российской империи.
Три рода Лавровых восходят к XVI веку; остальные пятнадцать родов этой фамилии более позднего происхождения.

## Описание герба
В Гербовнике Анисима Титовича Князева 1785 года имеется изображение печати с гербом Василия Петровича Лаврова: в щите, цветовое поле которого не определено, изображена серебряная подкова, шипами вниз, а в ней золотой лапчатый крест (польский герб Тенпа-подкова). Над подковой дворянская корона (дворянский шлем и намёт отсутствуют). Нашлемник: красное орлиное крыло. Вокруг подковы фигурная виньетка.

## Известные представители
- Лавров Борис Юрьевич - калужский городовой дворянин (1627-1629).
- Лавровы: Семён и Елизар Михайловичи - серпейский городовой дворянин (1627-1629).
- Лавров Пётр Михайлович - серпейский городовой дворянин (1627-1629), московский дворянин (1629-1640).
- Лавров Петр - воевода в Лихвине (1627-1628).
- Лавров Иван - воевода в Порхове (1636-1637).
- Лавров Герасим - дьяк (1640), воевода в Вязьме (1652-1654).
- Лавров Евдоким - воевода в Старой-Русе (1656).
- Лавров Евсевий - воевода в Невеле (1664)[4].
- Лавровы: Афанасий Елизарович и Борис Семёнович - стряпчие (1658-1668).
- Лавровы: Пётр и Алексей Матвеевичи - московские дворяне (1692).
- Лавров Василий Иванович - стольник (1692)[5].
- Лавров, Василий Николаевич (1837—1877) — русский генерал, герой русско-турецкой войны 1877—1878 гг.
- Лавров, Николай Иванович (1761—1813) — российский военачальник эпохи наполеоновских войн, генерал-лейтенант.
- Лавров, Пётр Лаврович (1823—1900) — один из идеологов народничества.
- Лавров Евгений Петрович (1856—1927) — общественный деятель, меценат .